# Denise Frick
Denise Frick (ur. 26 listopada 1980) – południowoafrykańska szachistka, mistrzyni międzynarodowa od 2004 roku.

## Kariera szachowa
W latach 2000–2006 trzykrotnie (w tym raz na I szachownicy) reprezentowała narodowe barwy na szachowych olimpiadach. W 2003 r. otrzymała tytuł mistrzyni FIDE, natomiast w 2004 r. – mistrzyni międzynarodowej, w obu przypadkach za wyniki uzyskane w turniejach strefowych (eliminacjach mistrzostw świata). Dwukrotnie (Abudża 2003, Algier 2007) zdobyła srebrne medale igrzysk afrykańskich. W 2005 r. zdobyła w Kapsztadzie tytuł indywidualnej mistrzyni Republiki Południowej Afryki, natomiast w Lusace – brązowy medal mistrzostw Afryki kobiet. W 2011 r. po raz drugi w karierze stanęła na podium mistrzostw Afryki, zajmując III miejsce w turnieju rozegranym w Maputo.
Najwyższy ranking w karierze osiągnęła 1 lipca 2006 r., z wynikiem 1941 punktów zajmowała wówczas 3. miejsce wśród szachistek Republiki Południowej Afryki.